# RMS Douro
O RMS Douro foi um navio de passageiros britânico que serviu de 1865 a 1882 com a Royal Mail Steam Packet Company. Ele afundou em uma colisão em 1882.

## Construção e carreira
O Douro era um navio a vapor com casco de ferro construído em 1865 pela Caird &amp; Company em Greenock, Escócia . Ela tinha oito compartimentos estanques. Ele podia acomodar 253 passageiros de primeira classe, 30 de segunda classe e 30 de terceira classe e tinha uma tripulação de 80 pessoas. Ele tinha acomodações luxuosas e, durante sua carreira, desenvolveu uma reputação de velocidade e confiabilidade, com boa comida e música para seus passageiros.
O Douro entrou em serviço em 1865, servindo inicialmente rotas entre o Reino Unido e as Índias Ocidentais. No início de sua carreira, ela concorria com RMS Rhone até o naufrágio de  Rhone em 1867.
Em 1869, o Douro mudou para o serviço sul-americano na rota Southampton, Inglaterra - Buenos Aires, Argentina. Como navio correio real, transportava correio e jornais sob contrato. Ela também carregava cargas preciosas, incluindo ouro e diamantes.

## Afundamento
Em 31 de março de 1882, o Douro – com destino a Buenos Aires a Southampton com escalas no Brasil e Lisboa – estava 90 minutos atrasado quando partiu de Lisboa com destino a Southampton na etapa final da viagem. A fim de ganhar tempo, ela prosseguiu a toda velocidade para o norte ao largo das costas portuguesa e espanhola.
Na noite de 1 de abril, o Douro passou o Cabo Finisterra de Espanha sob a lua cheia. Seu quarto oficial notou o vapor espanhol Yrurac Bat a cerca de duas milhas náuticas (3,7 km) de distância, mas assumiu que o oficial na ponte de comando também a tinha visto e não passou a palavra do avistamento para ele. O oficial na ponte só avistou Yrurac Bat mais tarde, quando já era tarde demais para evitar uma colisão, e às 22h45 do dia 1 de abril Yrurac Bat abalroou o Douro. A proa de Yrurac Bat fez dois cortes profundos a estibordo do Douro. Os passageiros e tripulantes do Douro abandonaram o navio com muita pressa, e o Douro afundou 30 minutos após a colisão em 1.500 pés (457 metros) de água. Houve seis mortes entre os que estavam a bordo do Douro, o seu capitão, Ebenezer C. Kemp, e outros cinco oficiais que naufragaram com o navio, mas os outros 32 membros da tripulação e todos os 112 passageiros sobreviveram. Yrurac Bat afundou logo após o Douro com a perda de mais 53 vidas. Os sobreviventes foram resgatados logo após o desastre pelo navio a vapor registrado no casco britânico Hidalgo, que os levou para Corunha, na Espanha.

## O tesouro do Douro
Em 1949, o aventureiro Thomas Pickford buscou localizar o naufrágio, sem sucesso. Em 1992, o filho de Thomas, Nigel Pickford, e o explorador sueco  Sverker Hallstrom, conseguiram localizar o navio, que foi recuperado em 1993.
O tesouro do navio estava quase todo em uma sala, e não se espalhou pelo fundo do mar e incluia milhares de moedas de ouro, incluindo aproximadamente 28000 libras em ouro britânicas. Estma-se que 93% do tesouro foi recuperado.